# 안나 (2019년 단편 영화)
안나(ANNA)는 영국에서 제작된 디클 베렌슨 감독의 2019년 드라마 영화이다.

## 출연
- Svetlana Alekseevna Barandich - 안나 역
- Anastasia Vyazovskaya - 앨리나 역
- Alina Chornogub - 번역가 역
- Liana Khobelia - 파티 주최자 역

## 수상 및 후보
수상
- 영국 독립 영화상 - Best British Short Film
- DC 단편 영화제 - Outstanding International Narrative Film

후보
- 오빌상 - Best Short Feature Film
- 제72회 칸 영화제 - Palme d'or - Best Short Film